# Jaïr
Segons el Llibre dels Jutges, Jaïr va ser un jutge bíblic d'Israel.
Segons les Cròniques, el seu pare es deia Segub, fill d'Hesron, i pertanyia a la tribu de Judà. Com la resta de nascuts a Egipte, Segub va morir durant l'Èxode i aleshores Jaïr va quedar com a cap de casa seva. En entrar a la Terra Promesa es va instal·lar a Galaad on va arribar a comptar trenta fills, que muntaven trenta ases i cadascun posseïa una vila.
Ja ancià i molt respectat, va ser designat Jutge d'Israel. Va exercir el càrrec durant vint-i-dos anys.
Quan va morir va ser enterrat a Camon.